# Brooklyn Park (Maryland)
Brooklyn Park es un lugar designado por el censo ubicado en el condado de Anne Arundel en el estado estadounidense de Maryland. En el Censo de 2010 tenía una población de 14.373 habitantes y una densidad poblacional de 1.299,33 personas por km².

## Geografía
Brooklyn Park se encuentra ubicado en las coordenadas 39°13′3″N 76°37′1″O / 39.21750, -76.61694. Según la Oficina del Censo de los Estados Unidos, Brooklyn Park tiene una superficie total de 11.06 km², de la cual 10.88 km² corresponden a tierra firme y (1.66%) 0.18 km² es agua.

## Demografía
Según el censo de 2010, había 14.373 personas residiendo en Brooklyn Park. La densidad de población era de 1.299,33 hab./km². De los 14.373 habitantes, Brooklyn Park estaba compuesto por el 73.87% blancos, el 16.68% eran afroamericanos, el 0.39% eran amerindios, el 2.79% eran asiáticos, el 0.04% eran isleños del Pacífico, el 2.8% eran de otras razas y el 3.42% pertenecían a dos o más razas. Del total de la población el 5.97% eran hispanos o latinos de cualquier raza.